# Nasa speciosa
Nasa speciosa là một loài thực vật có hoa trong họ Loasaceae. Loài này được (Donn. Sm.) Weigend mô tả khoa học đầu tiên năm 2006.